# Rhodocleptria boisduvalii
Rhodocleptria boisduvalii är en fjärilsart som beskrevs av Jean Baptiste Boisduval 1840. Rhodocleptria boisduvalii ingår i släktet Rhodocleptria och familjen nattflyn. Inga underarter finns listade.